# برلینگتون (میشیگان)
برلینگتون (به انگلیسی: Burlington) یک منطقهٔ مسکونی در ایالات متحده آمریکا است که در شهرستان کالهاون، میشیگان واقع شده است. برلینگتون ۲٫۰۵ کیلومتر مربع مساحت و ۲۸۱ نفر جمعیت دارد و ۲۸۵ متر بالاتر از سطح دریا واقع شده است.